# Videvox
Videvox Biografservice är en mindre svensk biografkedja med 21 salonger runt om i landet. 
Den största biografen är Sollentuna Bio i Sollentuna centrum som togs över 1982 från de tidigare ägarna Sandrews Film och Teater AB
Företaget Videvox kinoförsäljning AB har specialiserat sig på utrustning för digitala biografer i Sverige.
Företaget har ca 10-15 anställda.

## Sollentuna Bio
Sollentuna Bio har tre salonger. 
- Den första och största salongen har 104 sittplatser inkl. 2 handikapplatser.
- Den andra salongen har 46 platser inkl. 2 handikapplatser.
- Den tredje salongen har 37 platser varav 2 handikapplatser.
- Den fjärde och minsta salongen är sedan 2013 ovandlad till galleri.

Det är ca 11 anställda som jobbar på biografen.